# 네덜란드 공주 크리스티나
마리아 크리스티나(Maria Christina, 1947년 2월 18일 ~ 2019년 8월 16일)는 네덜란드의 공주이다. 여왕 율리아나와 리페비스터펠트의 베른하르트의 넷째 딸이다. 네덜란드의 국왕 빌럼알렉산더르의 이모이기도 하다.